# Каперньяника
Каперньяника (итал. Capergnanica) — коммуна в Италии, располагается в регионе Ломбардия, в провинции Кремона.
Население составляет 2007 человек (2008), плотность населения составляет 268 чел./км². Занимает площадь 6 км². Почтовый индекс — 26010. Телефонный код — 0373.
Покровителями коммуны почитаются святитель Мартин Турский (в городе Каперньяника) и блаженный Иероним (в деревне Пассарера).

## Демография
Динамика населения:

## Администрация коммуны
- Официальный сайт: http://www.comune.capergnanica.cr.it/